# Kratki mišić primicač
Kratki mišić primicač (lat. musculus adductor brevis) mišić je natkoljenice, trokutastog oblika. Mišić inervira obturatorni živac (lat. nervus obturatorius).

## Polaziše i hvatište
Mišić polazi s preponske kosti (gornje i donje grane) ide prema dolje, lateralno i hvata se na gornju trećinu, stražnje strane bedrene kosti.